# (28365) 1999 GF14
(28365) 1999 GF14 est un astéroïde de la ceinture principale découvert en 1999.

## Description
(28365) 1999 GF14 a été découvert le 15 avril 1999 à l'observatoire Magdalena Ridge, situé dans le comté de Socorro, au Nouveau-Mexique (États-Unis), par le projet Lincoln Near-Earth Asteroid Research (LINEAR).

### Caractéristiques orbitales
L'orbite de cet astéroïde est caractérisée par un demi-grand axe de 2,70 UA, un périhélie de 2,47 UA, une excentricité de 0,08 et une inclinaison de 14,07° par rapport à l'écliptique. Du fait de ces caractéristiques, à savoir un demi-grand axe compris entre 2 et 3,2 UA et un périhélie supérieur à 1,666 UA, il est classé, selon la JPL Small-Body Database, comme objet de la ceinture principale.

### Caractéristiques physiques
(28365) 1999 GF14 a une magnitude absolue (H) de 13,3 et un albédo estimé à 0,307.